# Ториські пагорби
Ториські пагорби (Toryská pahorkatina) — гірський масив в Словаччині; геоморфологічна підодиниця масиву Кошицька улоговина. Середні висоти — 160 метрів. Місце розташування — Кошицький край.
Протікають Барацький потік; Дреновський потік і Шалговицький потік.